# 野路井氏
野路井氏（のじいし）は、江戸時代の武家で代々大覚寺の坊官を務めた。

## 概要
「大覚寺文書」によると日野家11代当主・日野経雄（実際には経雄の名前は確認できない）の子・日野俊雄が後宇多天皇の命で大覚寺に仕えたのが家の始まりとされる。その子・権大納言宥善は明徳の和約後に義昭（小倉宮とも）や南朝遺臣と共に挙兵し討たれ、その子・宥成が近江国野路村に逃れ、その地にあった古井戸にちなみ野路井氏を称したという。その後応仁の乱の最中（応仁2年（1468年））に大覚寺に復帰したという。大覚寺に仕えた坊官の中で最上位の家格で、現代でも野路井家当主は大覚寺の信徒総代であり、気比社町の称念寺は菩提寺とされる。天明年間に野路井氏出身で近衛家の女房であった野路井雛子（随心院泉月法尼）は大覚寺の清浄観院大僧正を産んだ。また、明智光秀の妹が野路井氏に嫁いだ伝承があり、野路井盛俊は十河一存から野路井駿河守（淳秀か）に宛てられた文書を所有していた。
庶流に野路井法眼俊元から始まる永田氏がいる。